# GomX-4B
GomX-4B es un satélite 6U CubeSat que formó parte de GomX-4, una misión conjunta entre la ESA y GomSpace. GomX-4B está financiado por la ESA y este smallsat ha sido diseñado para ser el cubesat más avanzado para operaciones de inteligencia (IOD). El satélite se basa en la innovadora plataforma 6U de GomSpace y realizará las operaciones de 6 cargas útiles a bordo.

## Diseño
GomX-4B tiene el doble de tamaño que la primera tecnología de la ESA, CubeSat, GomX-3, que se lanzó desde la Estación Espacial Internacional el 5 de octubre de 2015.
"ESA considera que CubeSats, basado en unidades estandarizadas de 10 cm, es muy prometedor para las primeras pruebas de nuevas tecnologías en el espacio a bajo costo" Explica Roger Walker, director de tecnología de la iniciativa CubeSat de la ESA. 
"El tamaño aumentado de GomX-4B acomodará más cargas útiles de tecnología, y permite un mayor nivel de rendimiento".
GomX-4B transporta propulsores de gas frío en miniatura para guiar su vuelo desde GomX-4A, junto con una cámara hiperespectral de múltiples colores, un rastreador de estrellas y componentes que se verificarán para medir su susceptibilidad a la radiación espacial, según la ESA.

El CEO de GomSpace, Niels Buus, dijo que el satélite GOMX-4B es el diseño satelital más avanzado que la compañía ha iniciado hasta la fecha y la participación de la ESA en este proyecto demostrará las posibilidades de los satélites en formación, evaluar la sinergia de efecto tándem que abre las puertas a oportunidades comerciales para usar la plataforma en futuras constelaciones para los clientes de la empresa. La compañía también espera trabajar estrechamente con DALO y DTU en este proyecto y desarrollar y demostrar conjuntamente la misión GOMX-4A. Las tecnologías satelitales y de radio de GomSpace son una combinación perfecta para monitorear el vasto y remoto área ártica, con el satélite volando sobre la escena cada 90 minutos.
"El satélite GomX-4B es el diseño satelital más avanzado que hemos iniciado hasta la fecha y estamos muy contentos de que la ESA participe en este proyecto que demostrará las posibilidades de los satélites en formación", dijo Niels Buus, CEO de GomSpace. "Estamos muy contentos de trabajar con ESA y juntos llevamos la tecnología de los nanosatélites a un nuevo nivel".
GomX-4B fue lanzado el 2 de febrero de 2018 en un cohete Long March 2D desde el Centro de Lanzamiento de Satélites de Jiuquan de manera conjunta con GomX-4A y otros 5 satélites. De los 2 cubesat, GOMX-4B es el más complejo ya que contiene más cargas útiles, incluido el sistema de propulsión.

## Objetivo
El objetivo principal de Gomx-4B es demostrar las técnicas de comunicación entre satélites y el control de órbita de micropropulso con un GomX-4A casi gemelo el cual permanecerá en posición mientras que el GomX-4B maniobra hasta a 4.500 km de distancia, pero se dispone de tiempo para realizar adquisiciones repetidas en áreas de interés, en combinación con campañas de observación aerotransportadas utilizando otro HyperScout.
HyperScout fue desarrollado por un consorcio liderado por Cosine Research en los Países Bajos, quien destacó el valor de esta oportunidad temprana de demostrar la tecnología en órbita para el futuro comercial de la tecnología.
El satélite realizará las operaciones de 6 cargas útiles a bordo, donde las principales cargas útiles son un módulo de propulsión 6U de NanoSpace, el innovador S-band Inter-Satellite Link (ISL) (enlace) de GomSpace y High-Speed Link (HSL) (enlace) de GomSpace con capacidades de datos de alta velocidad. Este satélite acomoda el tablero de aseguramiento del arnés de radiación, llamado Chimera, desarrollado por ESA para evaluar el comportamiento en el espacio de diferentes memorias cerámicas y dos nuevos dispositivos ópticos, la cámara hiperespectral HyperScout de Cosine y un rastreador de estrellas desarrollado por ISIS.